# Harry Pidhirny
Temple de la renommée LAH : 2010
Harry Pidhirny (né le 5 mars 1928 à Toronto, en Ontario, au Canada - mort le 20 décembre 2010) est un joueur professionnel canadien de hockey sur glace qui évoluait au poste de centre et ancien entraîneur.

## Biographie
Né à Toronto, Fidhirny débute en 1944 avec l'équipe junior locale des Young Rangers de Toronto. Il commence sa carrière professionnelle quatre ans plus tard, avec les Rockets de Philadelphie dans la Ligue américaine de hockey (LAH). C'est dans la LAH qu'il effectue l'essentiel de sa carrière : après une saison à Philadelphie, il est vendu aux Indians de Springfield avec lesquels il passe 12 saisons, dont 3 à Syracuse lorsque la franchise y est temporairement déménagée et renommée Warriors. Durant cette période, il joue les deux seuls matches de sa carrière dans la Ligue nationale de hockey avec les Bruins de Boston dont les Indians sont le club école et est sélectionné dans la deuxième équipe d'étoiles en 1959. Vendu aux Seals de San Francisco dans la Western Hockey League (1952-1974), il retrouve la LAH un an plus tard avec les Reds de Providence puis les Clippers de Baltimore. En 1966, il retrouve les Indians dont il devient l'entraîneur mais est remplacé en cours de saison. Il prend sa retraite de joueur en 1968 en hockey puis passe deux autres saisons comme entraîneur avant de prendre sa retraite définitive.
En 1996, Fidhirny fait partie de la première promotion du temple de la renommée de Springfield. Il meurt d'un cancer en décembre 2010 et intronisé à titre posthume l'année suivante au sein du temple de la renommée de la LAH.

## Statistiques
| Saison     | Équipe                   | Ligue      |      | Saison régulière | Saison régulière | Saison régulière | Saison régulière | Saison régulière |    | Séries éliminatoires | Séries éliminatoires | Séries éliminatoires | Séries éliminatoires | Séries éliminatoires |
| Saison     | Équipe                   | Ligue      | PJ   | B                | A                | Pts              | Pun              | PJ               | B  | A                    | Pts                  | Pun                  |                      |                      |
| 1944-1945  | Young Rangers de Toronto | OHA - jr.  | 20   | 11               | 3                | 14               | 4                | 5                | 3  | 3                    | 6                    | 0                    |                      |                      |
| 1945-1946  | Young Rangers de Toronto | OHA-Jr.    | 25   | 9                | 13               | 22               | 0                | 2                | 2  | 0                    | 2                    | 0                    |                      |                      |
| 1945-1946  | Maher Jewels de Toronto  | TIHL       | 12   | 4                | 4                | 8                | 2                | 10               | 2  | 2                    | 4                    | 0                    |                      |                      |
| 1946-1947  | Young Rangers de Toronto | OHA-Jr.    | 14   | 11               | 8                | 19               | 5                |                  |    |                      |                      |                      |                      |                      |
| 1947-1948  | Rockets de Galt          | OHA-Jr.    | 36   | 22               | 26               | 48               | 23               | 8                | 11 | 8                    | 19                   | 5                    |                      |                      |
| 1947-1948  | Maher Jewels de Toronto  | TIHL       |      |                  |                  |                  |                  | 4                | 2  | 2                    | 4                    | 4                    |                      |                      |
| 1948-1949  | Rockets de Philadelphie  | LAH        | 68   | 19               | 20               | 39               | 13               |                  |    |                      |                      |                      |                      |                      |
| 1949-1950  | Indians de Springfield   | LAH        | 70   | 21               | 28               | 49               | 6                | 2                | 0  | 0                    | 0                    | 0                    |                      |                      |
| 1950-1951  | Indians de Springfield   | LAH        | 64   | 30               | 28               | 58               | 8                | 1                | 0  | 0                    | 0                    | 0                    |                      |                      |
| 1951-1952  | Warriors de Syracuse     | LAH        | 56   | 25               | 23               | 48               | 4                |                  |    |                      |                      |                      |                      |                      |
| 1952-1953  | Warriors de Syracuse     | LAH        | 63   | 34               | 30               | 64               | 2                | 4                | 2  | 1                    | 3                    | 0                    |                      |                      |
| 1953-1954  | Warriors de Syracuse     | LAH        | 51   | 31               | 12               | 43               | 4                |                  |    |                      |                      |                      |                      |                      |
| 1954-1955  | Indians de Springfield   | LAH        | 64   | 23               | 27               | 50               | 14               | 4                | 2  | 0                    | 2                    | 0                    |                      |                      |
| 1955-1956  | Indians de Springfield   | LAH        | 63   | 32               | 39               | 71               | 16               |                  |    |                      |                      |                      |                      |                      |
| 1956-1957  | Indians de Springfield   | LAH        | 60   | 23               | 28               | 51               | 8                |                  |    |                      |                      |                      |                      |                      |
| 1957-1958  | Bruins de Boston         | LNH        | 2    | 0                | 0                | 0                | 0                |                  |    |                      |                      |                      |                      |                      |
| 1957-1958  | Indians de Springfield   | LAH        | 68   | 20               | 28               | 48               | 6                | 13               | 0  | 4                    | 4                    | 0                    |                      |                      |
| 1958-1959  | Indians de Springfield   | LAH        | 70   | 21               | 60               | 81               | 26               |                  |    |                      |                      |                      |                      |                      |
| 1959-1960  | Indians de Springfield   | LAH        | 69   | 31               | 36               | 67               | 10               | 10               | 5  | 6                    | 11                   | 0                    |                      |                      |
| 1960-1961  | Indians de Springfield   | LAH        | 71   | 34               | 37               | 71               | 19               | 8                | 5  | 5                    | 10                   | 0                    |                      |                      |
| 1961-1962  | Seals de San Francisco   | WHL        | 66   | 24               | 34               | 58               | 12               | 2                | 1  | 2                    | 3                    | 0                    |                      |                      |
| 1962-1963  | Reds de Providence       | LAH        | 53   | 13               | 22               | 35               | 4                | 4                | 0  | 1                    | 1                    | 2                    |                      |                      |
| 1963-1964  | Clippers de Baltimore    | LAH        | 62   | 10               | 20               | 30               | 4                |                  |    |                      |                      |                      |                      |                      |
| 1964-1965  | Clippers de Baltimore    | LAH        | 72   | 8                | 11               | 19               | 12               | 5                | 0  | 0                    | 0                    | 2                    |                      |                      |
| 1965-1966  | Clippers de Baltimore    | LAH        | 47   | 1                | 4                | 5                | 6                |                  |    |                      |                      |                      |                      |                      |
| 1967-1968  | Mohawks de Muskegon      | LIH        | 36   | 15               | 23               | 38               | 4                | 9                | 5  | 2                    | 7                    | 0                    |                      |                      |
| 1969-1970  | Flyers de Barrie         | OHA-Sr.    | 4    | 1                | 1                | 2                | 0                |                  |    |                      |                      |                      |                      |                      |
| Totaux LAH | Totaux LAH               | Totaux LAH | 1071 | 376              | 453              | 829              | 162              | 51               | 14 | 17                   | 31                   | 4                    |                      |                      |

| Saison    | Équipe                 | Ligue |    | PJ | V  | D | N      | % V |  | Séries éliminatoires |
| 1966-1967 | Indians de Springfield | LAH   | 34 | 13 | 18 | 3 | 42,6 % | -   |  |                      |
| 1967-1968 | Blazers de Syracuse    | EHL   | 11 | 2  | 8  | 1 | 22,7 % | -   |  |                      |
| 1969-1970 | Flyers de Barrie       | OHASr | 40 | 21 | 15 | 4 | 57,5 % | -   |  |                      |